# Porte du Carmen

La porte du Carmen (en espagnol puerta del Carmen) est un monument situé à Saragosse, en Espagne.

## Numismatique
La porte du Carmen est représentée sur la pièce de 5 pesetas de 1994, commémorant l'Aragon.